# Нахколит
Нахколит — минерал подкласса карбонатов, кристаллическая форма бикарбоната натрия. Название образовано по первым буквам символов химических элементов, входящих в его состав: Na, H, C и О.

## Свойства
Нахколит образует призматические кристаллы, зачастую образуя двойники по двойниковой плоскости (101). Двойники срастания и прорастания часто формируют сетчатые образования.
Кристаллы нахколита образуют корки, пористые массы и рыхлые и хрупкие кристаллические агрегаты. Растворим в воде, в пламени паяльной трубки легко плавится, окрашивая пламя в жёлтый цвет.
Бесцветный до белого, иногда серый. Блеск стеклянный, на плоскости спайности смоляной. Излом раковистый. Черта бесцветная.

## Распространённость и месторождения
Нахколит высаждается в содовых озёрах совместно с другими карбонатами натрия — троной и термонатритом, также встречается в зонах вторичного изменения пегматитов щелочных пород.
В больших количествах встречается в центральных соляных пластах озера Серлс (Калифорния), образуя тонкие пласты совместно с другими карбонатными и сульфатными минералами, кристаллизовавшимися на последней стадии осолонения, — буркеитом Na4(SO4)(CO3), гейлюсситом Na2Ca(CO3)2*5H2O, нортупитом Na3Mg(CO3)2Cl, тенардитом Na2SO4 и др.
В России нахколит, приуроченный к пегматитам горы Аллуайв (Кольский полуостров), был описан в виде крупных кристаллов бледно-розового цвета размером до 3 см.
В качестве вторичного минерала нахколит был обнаружен в смеси с тенардитом и галитом в лавовых туннелях Везувия и в грязевых источниках озера Литтл Могади в Кении. Предполагается, что в этих случаях нахколит образуется под воздействием влаги и углекислого газа на трону.